# رون جاكسون (ملحن)
رون جاكسون (بالإنجليزية: Ron Jackson)‏ هو عازف جاز وعازف قيثارة وملحن أمريكي، ولد في 27 يوليو 1964 في مانيلا في الفلبين.

## وصلات خارجية
- رون جاكسون على موقع ميوزك برينز (الإنجليزية)